# Egoitz Fernández
Egoitz Fernández Ayarzagüena (Santurtzi, 21 oktober 1992) is een Spaans wielrenner die anno 2018 rijdt voor Team Euskadi.

## Carrière
In 2017 behaalde Fernández zijn eerste UCI-overwinning door in de laatste etappe van de Ronde van Tochigi de groepssprint te winnen van ploeggenoot Yusuke Hatanaka en Benjamin Hill. In het eindklassement werd de Spanjaard veertiende, met een achterstand van ruim drie minuten op Hill. Later dat jaar werd hij onder meer vierde in de Circuito de Getxo en zevende in het eindklassement van de Ronde van Hokkaido.
In 2018 maakte hij de overstap naar Team Euskadi.

## Overwinningen
2017
3e etappe Ronde van Tochigi

## Ploegen
- 2017 –  Team UKYO
- 2018 –  Team Euskadi

Alonso · Azkarate · Azurmendi · Buades · Fernández · García · Goikoetxea · Insausti · Juaristi · López · López-Cózar · Martín